# Lake Roesiger, Washington
Lake Roesiger, Washington (енгл. Lake Roesiger) насељено је место без административног статуса у америчкој савезној држави Вашингтон.

## Демографија
По попису из 2010. године број становника је 503, што је 149 (-22,9%) становника мање него 2000. године.
| Група             | 2000.       | 2010.       |
| Белци             | 619 (94,9%) | 482 (95,8%) |
| Афроамериканци    | 3 (0,5%)    | 3 (0,6%)    |
| Азијати           | 4 (0,6%)    | 1 (0,2%)    |
| Хиспаноамериканци | 10 (1,5%)   | 13 (2,6%)   |
| Укупно            | 652         | 503         |